# Ōasa Yūji

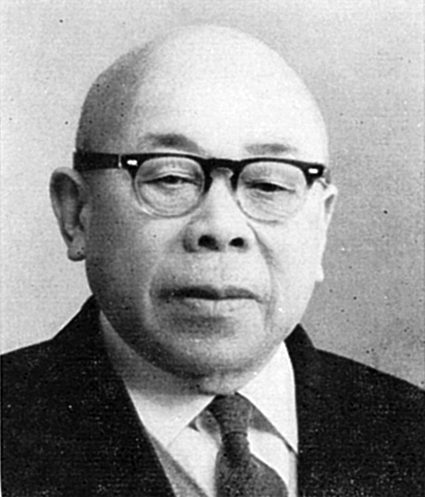
Ōasa Yūji

Ōasa Yūji (japanisch 大麻 勇次; * 16. oder 20. Januar 1887 in Anrakuji, Tamana, Präfektur Kumamoto, Japan; † 22. Februar 1974) war ein japanischer Kendōka und 10. Dan Hanshi.
Er gründete 1930 das Reido-Dojo in Matsubara-machi, Saga, Kyūshū. Er wurde im Mai 1936 zum Hanshi (heute etwa 8. Dan) und 1957 zum 10. Dan graduiert. Vom 8. September 1963 an war er zusammen mit vier weiteren Kendōlehrern auf einer Demonstrationsreise durch Nord- und Südamerika.
Ōasa war Komiteemitglied der Alljapanischen Kendōföderation und Präsident des Kendōverbandes der Präfektur Saga.
Beruflich war er Berater einer der größten Kosmetikfirmen Japans.
1963 erhielt er den Verdienstorden am purpurnen Band, 1965 den Orden der Aufgehenden Sonne 4. Klasse und 1969 den Kulturpreis der Zeitung Saga Shimbun.